# Allardia
Allardia Decne. um género botânico pertencente à família Asteraceae.

## Sinonímia
- Waldheimia Kar. & Kir.

## Espécies
Apresenta onze espécies:
| - Allardia glabra - Allardia huegelii - Allardia incana - Allardia lanata - Allardia lasiocarpa - Allardia nivea | - Allardia stoliczkai - Allardia tomentosa - Allardia transalaica - Allardia tridactylites - Allardia vestita |